# Igor Simutienkow
Igor Witalijewicz Simutienkow (ros. Игорь Витальевич Симутенков, ur. 3 kwietnia 1973 w Moskwie) – piłkarz rosyjski grający na pozycji napastnika.

## Kariera klubowa
Pierwszym klubem Simutienkowa w karierze piłkarskiej było Dinamo Moskwa. W 1990 roku zadebiutował w jego barwach w pierwszej lidze ZSRR i był to jego jedyny mecz w tamtym roku. Podstawowym zawodnikiem Dynama stał się w 1992 roku już po utworzeniu rosyjskiej ligi i rozpadzie ZSRR. W 1993 roku strzelając 16 goli był najlepszym strzelcem swojej drużyny, a w 1994 roku zdobył 21 bramek. Został wówczas królem strzelców Premier Ligi i Piłkarzem Roku w Rosji, a Dynamo wywalczyło wówczas wicemistrzostwo kraju. Do końca 1994 roku zdobył dla Dynama 44 gole w 103 rozegranych spotkaniach.
Pod koniec 1994 roku Simutienkow wyjechał do Włoch i został zawodnikiem klubu tamtejszej Serie A, AC Reggiana. Tam zaczął grać w ataku z Portugalczykiem Paulo Futre oraz Włochem Michele Padovano. 4 grudnia strzelił swoją pierwszą bramkę we włoskiej lidze, a Reggiana uległa na San Siro Milanowi 1:2. Na koniec sezonu klub spadł jednak do Serie B, ale w sezonie 1996/1997 Igor ponownie występował we włoskiej pierwszej lidze. Przeżył jednak kolejną degradację o klasę niżej i po roku gry w Serie B zdecydował się na transfer do FC Bologna, w której grał w sezonie 1998/1999. Tam był jednak tylko rezerwowym dla rodaka Igora Koływanowa, Szweda Kenneta Anderssona i Włocha Giuseppego Signoriego. Po sezonie odszedł z zespołu.
Latem 1999 Simutienkow został zawodnikiem hiszpańskiego CD Tenerife. Przez dwa sezony grał w jego barwach w rozgrywkach Segunda División, a w 2001 roku awansował do pierwszej ligi. W 2002 roku odszedł do amerykańskiego Kansas City Wizards, dzięki czemu stał się pierwszym w historii Rosjaninem w Major League Soccer. W swoim pierwszym sezonie zdobył 5 goli, a w następnym - 9. W 2004 roku doznał kontuzji i strzelił tylko jedną bramkę dla Wizards, a po sezonie wrócił do Rosji. W 2005 roku rozegrał tylko 3 mecze w Premier Lidze dla Rubinu Kazań. W 2006 roku występował w Drugiej Dywizji w Dinamie Woroneż. Pod koniec roku zakończył piłkarską karierę w wieku 33 lat.
| Sezon   | Klub                | Kraj              | Rozgrywki           | Mecze | Bramki |
| ------- | ------------------- | ----------------- | ------------------- | ----- | ------ |
| 1990    | Dinamo Moskwa       | ZSRR              | I liga              | 1     | 0      |
| 1991    | Dinamo Moskwa       | ZSRR              | I liga              | 18    | 3      |
| 1992    | Dinamo Moskwa       | Rosja             | Premier Liga        | 24    | 4      |
| 1993    | Dinamo Moskwa       | Rosja             | Premier Liga        | 33    | 16     |
| 1994    | Dinamo Moskwa       | Rosja             | Premier Liga        | 27    | 21     |
| 1994/95 | A.C. Reggiana 1919  | Włochy            | Serie A             | 15    | 4      |
| 1995/96 | A.C. Reggiana 1919  | Włochy            | Serie B             | 33    | 8      |
| 1996/97 | A.C. Reggiana 1919  | Włochy            | Serie A             | 30    | 6      |
| 1997/98 | A.C. Reggiana 1919  | Włochy            | Serie B             | 19    | 2      |
| 1998/99 | FC Bologna          | Włochy            | Serie A             | 14    | 3      |
| 1999/00 | CD Tenerife         | Hiszpania         | Segunda División    | 17    | 1      |
| 2000/01 | CD Tenerife         | Hiszpania         | Segunda División    | 28    | 3      |
| 2001/02 | CD Tenerife         | Hiszpania         | Primera Division    | 9     | 0      |
| 2002    | Kansas City Wizards | Stany Zjednoczone | Major League Soccer | 22    | 5      |
| 2003    | Kansas City Wizards | Stany Zjednoczone | Major League Soccer | 21    | 9      |
| 2004    | Kansas City Wizards | Stany Zjednoczone | Major League Soccer | 9     | 1      |
| 2005    | Rubin Kazań         | Rosja             | Premier Liga        | 3     | 0      |
| 2006    | Dinamo Woroneż      | Rosja             | Druga Dywizja       | 17    | 4      |

## Kariera reprezentacyjna
W reprezentacji Rosji Simutienkow zadebiutował 17 sierpnia 1994 roku w wygranym 3:0 towarzyskim spotkaniu z Austrią i w debiucie zdobył gola. W 1996 roku został powołany przez selekcjonera Olega Romancewa do kadry na Mistrzostwa Europy w Anglii. Tam rozegrał dwa spotkania grupowe: przegrane 0:3 z Niemcami i zremisowane 3:3 z Czechami. Karierę reprezentacyjną zakończył w 1998 roku. Jego ostatnim meczem w kadrze była potyczka z Gruzją (1:1). Ogółem w kadrze narodowej Igor rozegrał 20 meczów i zdobył 9 bramek.